# Asterina buettneriae
Asterina buettneriae är en svampart som beskrevs av Theiss. 1913. Asterina buettneriae ingår i släktet Asterina och familjen Asterinaceae.   Inga underarter finns listade i Catalogue of Life.